# Вулиця Даля (Миколаїв)
Вулиця Даля — вулиця в історичній частині міста Миколаєва.

## Розташування
Вулиця Даля починається від вулиці Ігоря Бедзая і закінчується тупиком біля вулиці Млинної. Застроєна в основному старовинними одноповерховими будинками.

## Історія

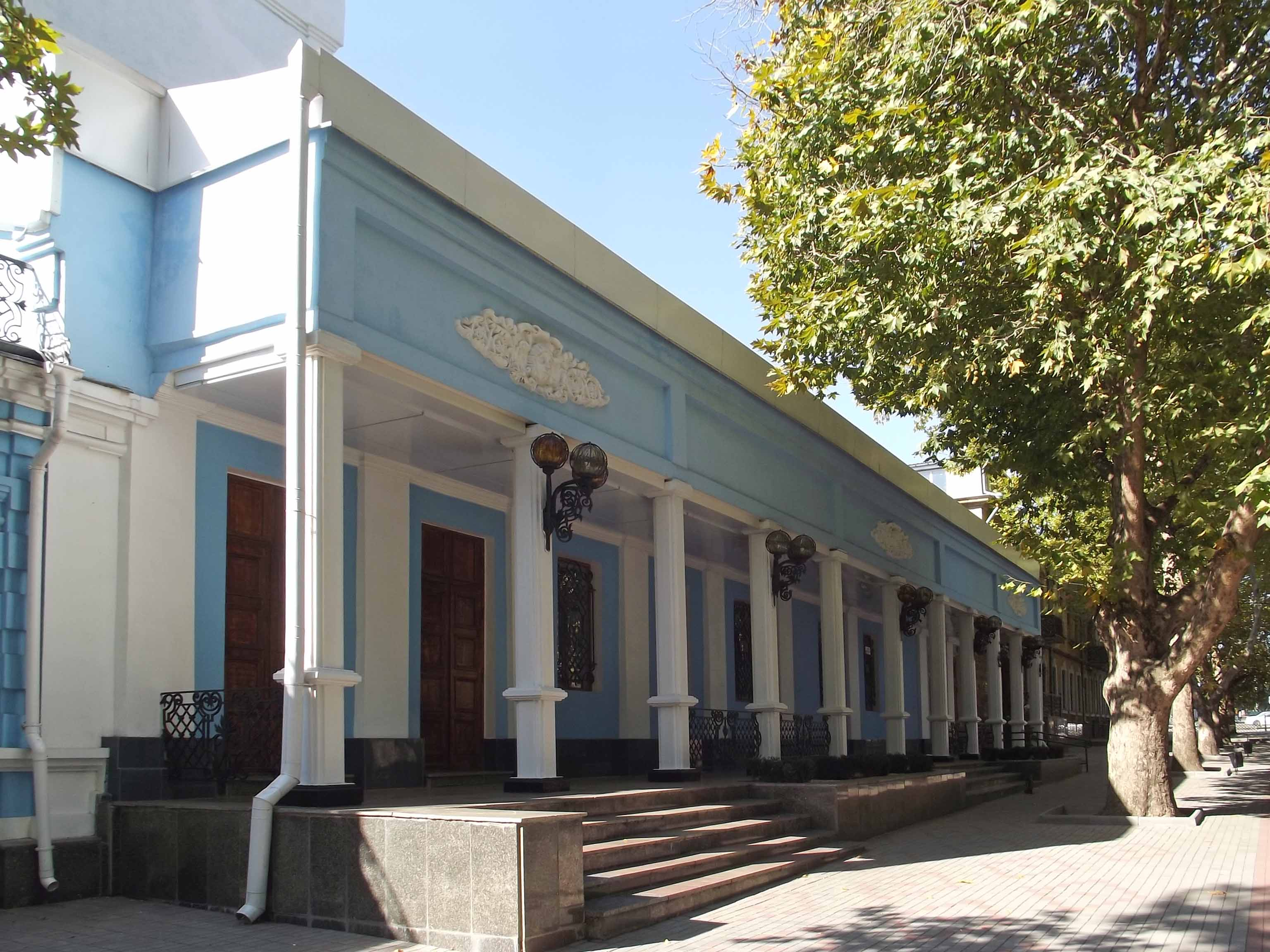
Миколаївський національний академічний український театр драми і музичної комедії

Колишня Мала Міщанська вулиця — поперечна вулиця, що з'явилася в другій половині XIX ст. в районі новобудов, на південному заході міста. Назва вулиці дана Г. Г. Автомоновим у 1835 році. В цій частині міста селилися робочі, майстрові, дрібні торговці, тобто міщани, тому і дана така назва. Визначення «мала» дано у зв'язку з тим, що вже існувала Міщанська вулиця. Крім того, Мала Міщанська була коротша за Міщанську вулицю. Після революції була перейменована у вулицю Леккерта — псевдонім Р. Д. Лепуха, робітника — шевця, члена Бунда, страченого за замах на віленського губернатора. 1986 року вулиця була знову перейменована, тепер у вулицю Даля.

## Будівлі
- На розі вулиць Даля і Панаса Саксаганського знаходиться найголовніша визначна пам'ятка вулиці — Миколаївський національний академічний український театр драми і музичної комедії.
- На вулиці Даля знаходиться Коледж преси та телебачення та середня загальноосвітня школа № 37.